# Charlie Dog
Charlie Dog (Perro Charlie) es un personaje ficticio de animación perteneciente a la serie de caricaturas Looney Tunes de la Warner Bros.
Bob Clampett creó el escenario, el cual Charlie heredaría en su corto de caricaturas Porky's Pooch, estrenado por primera vez el 27 de diciembre de 1941. Un perro sin hogar hará todo lo posible con tal de ser adoptado por el soltero Porky. En la versión norteamericana, Mel Blanc proveería su multifacética voz para dar vida al canino, bajo un acento un tanto brooklyniano, tal cual Bugs Bunny. La versión latinoamericana es interpretada por Jorge Arvizu en primera instancia.
Sin embargo, y tal como lo hizo con varios otros personajes Looney Tunes, Chuck Jones tomó el canino de Clampett y lo transformó en algo nuevo. Jones utilizó al perro por primera vez en el corto de animación Little Orphan Airedale estrenado el 4 de octubre de 1947, el cual contempló al "Rover" de Clampett adoptando la identidad de "Charlie" el perro. El corto animado fue un éxito, y Jones crearía dos otros cortos animados con Porky/Charlie en 1949:The Awful Orphan el 29 de enero, y Often an Orphan el 13 de agosto. Jones, además, hizo aparecer a Charlie sin Porky en un par de cortos: Dog Gone South el 26 de agosto de 1950, el cual contempla a un Charlie yankee buscando a un buen amo del sur de los Estados Unidos en plena guerra civil, y A Hound for Trouble el 28 de abril de 1951, donde se aprecia a Charlie viajando a Italia en busca de un amo angloparlante.
En estas caricaturas, Charlie es definido por un solo deseo: encontrar un dueño que lo cuide. Para este fin, Charlie estará dispuesto a todo, desde la vieja rutina de los "ojos brillosos", hasta alardear de su pedigrí con el histrionismo que lo caracteriza ("¡Cincuenta por ciento Collie! ¡Cincuenta por ciento Setter Irlandés! ¡50 por ciento Bóxer! ¡Cincuenta por ciento Doberman! Pero en mayoría, ¡soy todo un Labrador Perdiguero!") cuando se le recuerda que no es un Labrador Perdiguero, su respuesta será "si me encuentras una presa, la traeré para ti." ; aunque, en realidad, sólo sea un perro mestizo parlanchín, el cual rara vez se da cuenta de que su propia actitud molesta e histriónica es lo que sabotea su encanto a cualquier amo potencial.
Charlie lleva a cabo breves apariciones cameo (por medio de la reutilización de animaciones) en el corto animado dirigido por Bob McKimson en 1958 "Exhibición Canina", en el cual se lleva a cabo un sumario fe las diversas razas de perro, y Charlie no quiere quedarse atrás. Jones dejó atrás los cortos con el perro Charlie en los años 50, para poder enfocarse en otros personajes, como Pepe Le Pew, Wile E. Coyote y el Correcaminos. Sin embargo, algunas recientes series Warner Bros. han traído de vuelta a Charlie, tales como "Tiny Toons", la película "Space Jam" (1996) como parte de la multitud, y "La Película de Piolín" (2000), donde se mostrará a Charlie brevemente trabajando en un restaurante italiano.
- Datos: Q7886557
- Multimedia: Charlie Dog / Q7886557